# Fryderyk IX
Fryderyk IX (ur. 11 marca 1899 w pałacu Sorgenfri w gminie Lyngby-Tårbæk, zm. 14 stycznia 1972 w Amalienborgu) – król Danii w latach 1947–1972 z dynastii Glücksburgów, bocznej linii Oldenburgów. Syn króla Danii i Islandii Chrystiana X. Ojciec królowej Danii Małgorzaty II.

## Życiorys
Został ochrzczony 9 kwietnia 1899 w pałacu Sorgenfri. Miał 21 rodziców chrzestnych, a wśród nich byli: król Danii Chrystian IX (pradziadek), car Rosji Mikołaj II Romanow, król Grecji Jerzy I, król Szwecji Oskar II, następca tronu Danii Fryderyk (jego dziadek), książę Walii Edward (przyszły król), i książę Meklemburgii-Schwerin Fryderyk Franciszek IV (jego wuj).

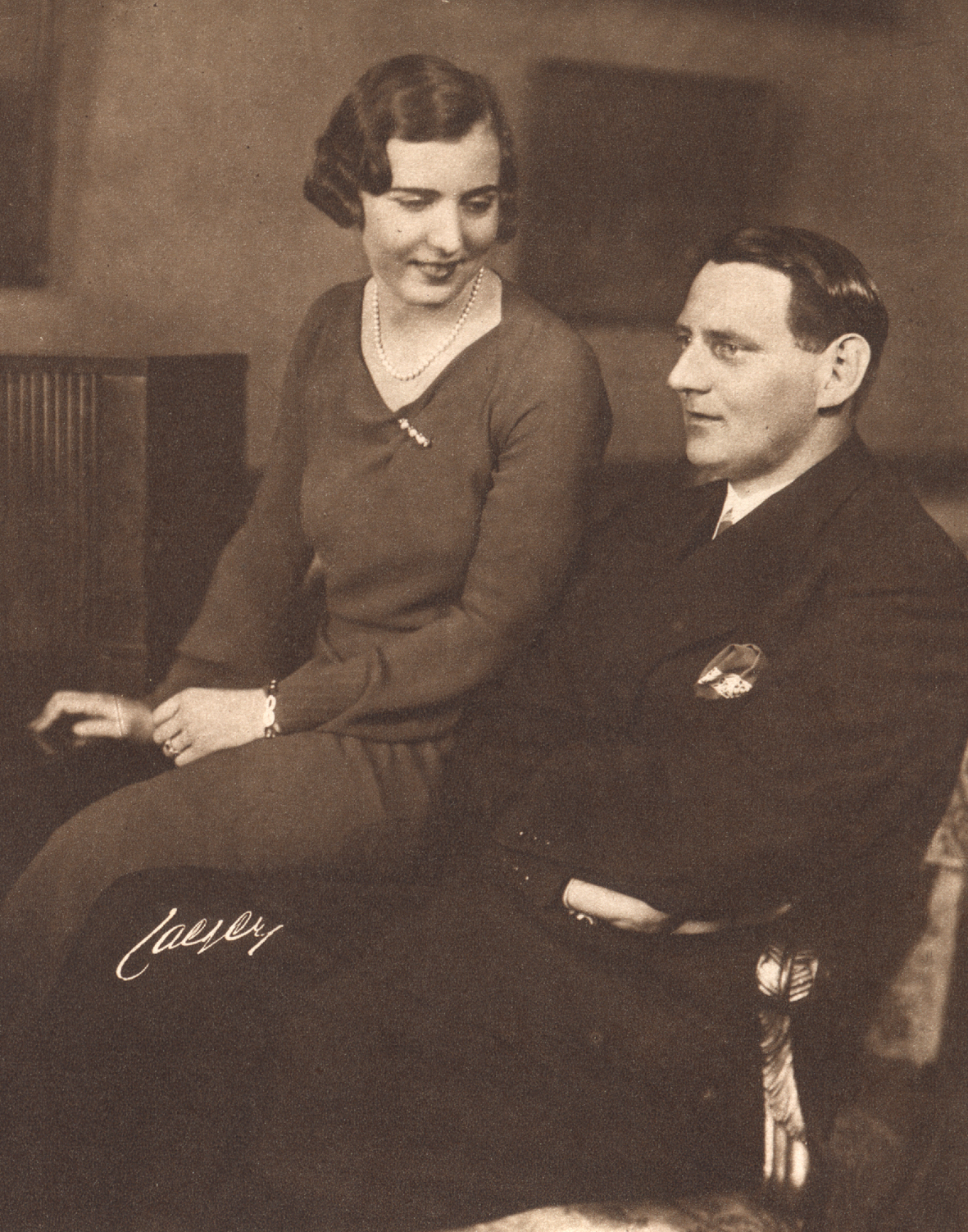
Fryderyk IX z żoną

Jego pradziadek zmarł w 1906 i królem został jego dziadek, a następcą tronu – jego ojciec. Fryderyk VIII rządził jedynie 6 lat, a wtedy królem został ojciec Fryderyka IX, a sam Fryderyk został następcą tronu. W przeciwieństwie do swoich poprzedników na tronie Fryderyk IX nie wybrał kariery w armii, lecz w marynarce wojennej. Przed wstąpieniem na tron, w 1945 został mianowany kontradmirałem. Jak przystało na wilka morskiego, był mocno wytatuowany. Kochał również muzykę, grał na fortepianie i był uzdolnionym dyrygentem.
W 1922 zaręczył się z księżniczką grecką i duńską Olgą Glücksburg, która była jego kuzynką, córką księcia Mikołaja. Zamiast Olgi poślubił jednak księżniczkę szwedzką Ingrid Bernadotte, córkę przyszłego króla Szwecji Gustawa VI Adolfa. Ślub odbył się 24 maja 1935 w Storkyrkan w Sztokholmie. Para miała trzy córki:
- Małgorzata II (ur. 1940) – królowa Danii
- Benedykta (ur. 1944)
- Anna Maria (ur. 1946) – królowa grecka, żona Konstantyna II.

Ponieważ Fryderyk IX nie miał męskiego potomka, parlament duński przez dłuższy czas rozważał możliwość zmiany konstytucji i uczynienie następcą tronu brata króla, księcia Kanuta. Z powodów formalnych decyzja taka nie zapadła i po śmierci Fryderyka IX w 1972 na tron wstąpiła jego córka Małgorzata II.
Krótko po przemówieniu noworocznym na rok 1972 król Fryderyk IX rozchorował się. Objawy choroby były grypopodobne. Po kilku dniach doszło do zatrzymania akcji serca i 3 stycznia 1972 król został przewieziony do szpitala. Po kilku dniach poprawy stanu zdrowia, doszło do kolejnego pogorszenia (11 stycznia). 14 stycznia o godzinie 7:50 król zmarł w obecności swojej najbliższej rodziny i przyjaciół, był nieprzytomny od poprzedniego dnia.

## Odznaczenia
Lista pełna do 1950
Duńskie
- Wielki Mistrz Orderu Słonia (od 1947, odznaczony w 1912)
- Wielki Mistrz Orderu Danebroga (od 1947 w klasie Wielki Komandor)
- Odznaka Honorowa Orderu Danebroga (1917)[2]
- Medal Wspomnieniowy 100-lecia od Narodzin Króla Chrystiana IX (1918)
- Medal Wspomnieniowy 100-lecia od Narodzin Króla Fryderyka VIII (1943)
- Odznaka Honorowa za Dobrą Służbę w Marynarce
- Odznaka Pamiątkowa Duńskiego Czerwonego Krzyża za Wojnę 1939–1945 (1946)

Zagraniczne
- Wielka Wstęga Orderu Leopolda (Belgia)
- Krzyż Wielki Orderu Lwa Białego (Czechosłowacja)
- Łańcuch Orderu Białej Róży (Finlandia)
- Złoty Medal Pamiątkowy za Wojnę 1919 (Finlandia)
- Złoty Medal Pamiątkowy za Wojnę 1939–40 (Finlandia)
- Odznaka Honorowa „Pro Benignitate Humana” (Finlandia)
- Krzyż Wielki Orderu Legii Honorowej (Francja)
- Krzyż Wielki Orderu Świętych Jerzego i Konstantyna (Grecja)
- Krzyż Wielki Orderu Zbawiciela (Grecja)
- Krzyż Wielki Orderu Sokoła (Islandia)
- Order Annuncjaty (Włochy)
- Order Chryzantemy (Japonia)
- Krzyż Wielki Orderu Domowego Korony Wendyjskiej (Meklemburgia)
- Krzyż Wielki Orderu Lwa Niderlandzkiego (Holandia)
- Krzyż Wielki Orderu Świętego Olafa (Norwegia)
- Krzyż Wielki Orderu Słońca z diamentami (Peru)
- Order Orła Czarnego (Prusy)
- Krzyż Wielki Orderu Orła Czerwonego (Prusy)
- Order Świętego Andrzeja (Rosja)
- Order Świętego Aleksandra Newskiego (Rosja)
- Order Orła Białego (Rosja)
- Order Świętej Anny (Rosja)
- Order Świętego Stanisława (Rosja)
- Order Domowy Chakri (Syjam)
- Krzyż Wielki Orderu Łaźni (Wlk. Brytania)
- Krzyż Wielki Królewskiego Orderu Wiktoriańskiego (Wlk. Brytania)
- Medal Koronacyjny Jerzego VI (1937, Wlk. Brytania)
- Order Serafinów (Szwecja)
- Odznaka Pamiątkowa Króla Gustawa V (1948, Szwecja)[2]
- Baliw Krzyża Wielkiego Orderu Świętego Jana Jerozolimskiego (1948, Wlk. Brytania)[3]
- Order Podwiązki (1951, Wlk. Brytania)[4]
- Wielka Gwiazda Odznaki Honorowej za Zasługi (1962, Austria)[5]
- Krzyż Wielki Orderu Zasługi (1964, Włochy)[6]
- Order Złotej Ostrogi (1964, Watykan)[7].
- Order Pahlawiego (1971, Iran)[8]
- Medal 2500-lecia Imperium Perskiego (1971, Iran)[8]

## Genealogia
| Prapradziadkowie                               | Fryderyk Wilhelm Schleswig-Holstein-Sonderburg-Glücksburg (1785–1831) ∞1810 Luiza Karolina Hessen-Kassel (1789–1867) | Wilhelm Heski (1787–1867) ∞1810 Luiza Charlotta Oldenburg (1789–1864)                           | Król Szwecji i Norwegii Oskar I Bernadotte (1799–1859) ∞1823 Józefina de Beauharnais (1807–1876) | Wilhelm Fryderyk Oranje-Nassau (1797–1881) ∞1825 Ludwika Hohenzollern (1808–1870)               | Wielki książę Paweł Fryderyk Mecklenburg-Schwerin (1800–1842) ∞1822 Aleksandra Pruska (1803–1892)                        | Henryk LXIII Reuß (1786–1841) ∞1819 Eleonora Stolberg-Wernigerode (1801–1827)                                            | Car Rosji Mikołaj I Romanow (1796–1855) ∞1817 Charlotta Pruska (1798–1860)                                              | Wielki książę Leopold Badeński (1790–1852) ∞1819 Zofia Wilhelmina von Holstein-Gottorp (1801–1865)                      |
| Pradziadkowie                                  | Król Danii Chrystian IX Glücksburg (1818–1906) ∞1842 Luiza Hessen-Kassel (1817–1898)                                 | Król Danii Chrystian IX Glücksburg (1818–1906) ∞1842 Luiza Hessen-Kassel (1817–1898)            | Król Szwecji i Norwegii Karol XV Bernadotte (1826–1872) ∞1851 Ludwika Orańska (1828–1871)        | Król Szwecji i Norwegii Karol XV Bernadotte (1826–1872) ∞1851 Ludwika Orańska (1828–1871)       | Wielki książę Fryderyk Franciszek II Mecklenburg-Schwerin (1823–1883) ∞1849 Augusta Reuß zu Schleiz-Köstritz (1822–1862) | Wielki książę Fryderyk Franciszek II Mecklenburg-Schwerin (1823–1883) ∞1849 Augusta Reuß zu Schleiz-Köstritz (1822–1862) | Wielki książę Michał Mikołajewicz Romanow (1832–1909) ∞1875 Cecylia Badeńska (1839–1891)                                | Wielki książę Michał Mikołajewicz Romanow (1832–1909) ∞1875 Cecylia Badeńska (1839–1891)                                |
| Dziadkowie                                     | Król Danii Fryderyk VIII Glücksburg (1843–1912) ∞1869 Luiza Bernadotte (1851–1926)                                   | Król Danii Fryderyk VIII Glücksburg (1843–1912) ∞1869 Luiza Bernadotte (1851–1926)              | Król Danii Fryderyk VIII Glücksburg (1843–1912) ∞1869 Luiza Bernadotte (1851–1926)               | Król Danii Fryderyk VIII Glücksburg (1843–1912) ∞1869 Luiza Bernadotte (1851–1926)              | Wielki książę Fryderyk Franciszek III Mecklenburg-Schwerin (1851–1897) ∞1879 Anastazja Michajłowna Romanowa (1860–1922)  | Wielki książę Fryderyk Franciszek III Mecklenburg-Schwerin (1851–1897) ∞1879 Anastazja Michajłowna Romanowa (1860–1922)  | Wielki książę Fryderyk Franciszek III Mecklenburg-Schwerin (1851–1897) ∞1879 Anastazja Michajłowna Romanowa (1860–1922) | Wielki książę Fryderyk Franciszek III Mecklenburg-Schwerin (1851–1897) ∞1879 Anastazja Michajłowna Romanowa (1860–1922) |
| Rodzice                                        | Król Danii i Islandii Chrystian X (1870–1947) ∞1898 Aleksandra Mecklenburg-Schwerin (1879–1952)                      | Król Danii i Islandii Chrystian X (1870–1947) ∞1898 Aleksandra Mecklenburg-Schwerin (1879–1952) | Król Danii i Islandii Chrystian X (1870–1947) ∞1898 Aleksandra Mecklenburg-Schwerin (1879–1952)  | Król Danii i Islandii Chrystian X (1870–1947) ∞1898 Aleksandra Mecklenburg-Schwerin (1879–1952) | Król Danii i Islandii Chrystian X (1870–1947) ∞1898 Aleksandra Mecklenburg-Schwerin (1879–1952)                          | Król Danii i Islandii Chrystian X (1870–1947) ∞1898 Aleksandra Mecklenburg-Schwerin (1879–1952)                          | Król Danii i Islandii Chrystian X (1870–1947) ∞1898 Aleksandra Mecklenburg-Schwerin (1879–1952)                         | Król Danii i Islandii Chrystian X (1870–1947) ∞1898 Aleksandra Mecklenburg-Schwerin (1879–1952)                         |
| Fryderyk IX Glücksburg (1899–1972), król Danii | |                                                                                                 |                                                                                                  |                                                                                                 | | | | |